# NGC 7542
NGC 7542 est une vaste galaxie spirale (lenticulaire?) relativement éloignée et située dans la constellation de Pégase. Sa vitesse par rapport au fond diffus cosmologique est de 11 472 ± 54 km/s, ce qui correspond à une distance de Hubble de 169,2 ± 11,9 Mpc (∼552 millions d'al). NGC 7542 a été découverte par l'astronome allemand Albert Marth en 1864.